# لوت‌کوه
لوت کوه (به انگلیسی: Lotkoh) یک منطقهٔ مسکونی در پاکستان است که در ناحیه چترال واقع شده‌است.